# Action 52
Action 52 is een computerspel dat werd ontwikkeld en uitgegeven door Active Enterprises. Het spel kwam in 1991 uit voor de Nintendo Entertainment System en twee jaar later voor de Sega Mega Drive.

## Het spel
Het spel zelf bevatte 52 verschillende spellen en was daarom ook veel duurder in tegenstelling tot een regulier spel (199,99 gulden tegenover 29,99 gulden). De spellen waren kwalitatief ondermaats, bevatte vele problemen en sommigen waren onspeelbaar (of variaties op de andere spellen). Het spel had daarom ook geen licentie op het NES-platform, de zogenaamde Nintendo Seal of Quality. In recensies werd dit spel regelmatig aangehaald als voorbeeld van shovelware.
Elk spel had een kleur met de volgende betekenis:
- groen (beginner)
- paars (medium)
- geel (expert)
- blauw (twee spelers)
- wit (speciaal)

## Platforms
- NES (1991)
- Sega Mega Drive (1993)

## Lijst met spellen
| - Go Bonkers - Darksyne - Dyno Tennis - Ooze - Star Ball - Sidewinder - Daytona - 15 Puzzle - Sketch - Star Duel - Haunted Hills - Alfredo - The Cheetahmen - Skirmish - Depth Charge - Minds Eye - Alien Attack - Billy Bob - Sharks - Knockout - Intruder - Echo - Freeway - Mousetrap - Ninja - Slalom | - Dauntless - Force One - Spidey - Appleseed - Skater - Sunday Drive - Star Evil - Air Command - Shootout - Bombs Away - Speedboat - Dedant - G Fighter - Man At Arms - Norman - Armor Battle - Magic Bean - Apache - Paratrooper - Sky Avenger - Sharpshooter - Meteor - Black Hole - The Boss - First Video Game (Pong) - Challenge |

## Ontvangst
| Beoordeeld door     | Platform            | Datum            | Score |
| ------------------- | ------------------- | ---------------- | ----- |
| GamePro (USA)       | Sega Mega Drive     | maart 1994       | 30%   |
| Sega-16.com         | Sega Mega Drive     | 2 maart 2009     | 30%   |
| All Game Guide      | NES                 | 1998             | 20%   |
| Digital Press - NES | Classic Video Games | 27 februari 2005 | 10%   |
| HonestGamers        | NES                 | 8 april 2013     | 10%   |
| Game Freaks 365     | NES                 | 2006             | 9%    |
| GameCola.net        | NES                 | 27 juni 2012     | 0%    |